# Atlas Copco
Atlas Copco — шведский производитель промышленного и строительного оборудования и инструментов. Один из ведущих мировых поставщиков компрессоров, вакуумного оборудования, генераторов, насосов, электроинструмента и сборочных систем. Предлагает продукты и услуги, ориентированные на производительность, энергоэффективность, безопасность и эргономику.
Компания была основана в 1873 году. Штаб-квартира находится в Наке (Швеция). Компания имеет глобальный охват, охватывающий более 180 стран. В 2017 году Atlas Copco получила доходы от BSEK 86 (BEUR 9). Число сотрудников — около 34 000 человек.

## Деятельность
Компания производит дизельные и электрические компрессоры, в том числе компрессоры высокого давления (бустеры), дизельные генераторы, промышленный инструмент, дренажное оборудование.
Компания производит продукцию приблизительно в 20 странах. Торговая и сервисная сеть компании находится более чем в 180 странах мира (наполовину состоит из центров обслуживания клиентов, полностью или частично принадлежащих Atlas Copco).
Численность персонала — 34 тыс. человек. Выручка в 2017 году — 9 млрд евро.

## История
Основана в 1873 году как фабрика по производству вагонов и деталей для железной дороги. Построила мастерские площадью 70 000 квадратных метров в центре Стокгольма и в течение двух лет стала крупнейшей машиностроительной компанией Швеции.
В 1901 году компания открыла полноценный отдел пневматики, который также занимался производством воздушных компрессоров.  Через 15 лет, к 1916 году, на долю этого отдела приходилось более 50% доходов компании.
В начале 1900-х годов одним из видов разработанного пневматического инструмента стало легкое буровое оборудование. Это привело компанию в горнодобывающую отрасль. Atlas Copco впервые представила свою продукцию в Китае в 1920-х годах. 
В конце 1930-х годов Atlas Diesel открыла собственную испытательную шахту в Sickla, где можно было тестировать горнодобывающее оборудование перед выводом на рынок. Эта шахта используется для испытаний и по сей день, теперь компанией Epiroc.
В 1950-х годах компания Atlas Copco совершила два важных шага, которые изменили ее компрессорный бизнес. В 1954 году компания приобрела права на винтовой компрессор шведского изобретателя Альфа Лишольма, технологию, которая значительно увеличила производительность компрессоров. В 1956 году Atlas Copco приобрела Arpic Engineering, высокоэффективный бельгийский завод по производству компрессоров.
В 1952 году Иван Окерман совместно с инженером Карлом-Эриком Хилфингом разработал первый передвижной компрессор с воздушным охлаждением. В 1956 году Окерман переехал в Антверпен, чтобы возглавить отдел исследований и разработок на новой базе Atlas Copco.
В 1950 году компания Atlas Copco открыла представительство в Австралии. В благодарность за предоставленное оборудование для раскопок в Австралии в 1980-х годах, один из обнаруженных новых видов динозавров был назван Atlascopcosaurus loadsi в честь компании Atlas Copco и ее менеджера Билла Лоадса.
Atlas Copco начал свою деятельность в Южной Америке с открытия офиса продаж в Перу в 1950 году. После этого были открыты офисы в Чили (1954 г.), Бразилии (1955 г.) и Аргентине (1969 г.). В 1969 году был также образован Андский общий рынок (Ancom). В рамках Ancom Боливия получила право производить буровые станки и компрессоры, выбрав Atlas Copco в качестве партнера. Весной 1976 года Atlas Copco Andina открыла новый завод в Ла-Пасе, который со штатом около 90 сотрудников стал одним из крупнейших машиностроительных предприятий в стране.
В 1960-х годах Atlas Copco стала первой компанией в мире, представившей передвижной поршневой компрессор, подающий воздух без масла.  Параллельно был выпущен стационарный безмасляный компрессор серии Z.  Название "Z" символизировало инновационность разработки, находящейся, образно говоря, «в конце алфавита». Серия Z сделала сжатый воздух применимым в новых областях, включая текстильную, пищевую и медицинскую промышленность.
Atlas Copco, открыв в 1960 году офис продаж в Индии, а в 1962 году завод, стала значимым поставщиком на индийском рынке и, несмотря на закон 1970-х годов об обязательном контрольном пакете акций у индийских владельцев, осталась в стране.
В 1970-х годах команда компании начала работу над следующим этапом развития компрессорных технологий, что привело к повышению энергоэффективности некоторых деталей компрессора, в частности двигателей. Это заложило основу для развития технологии частотно-регулируемого привода (VSD). Прототип VSD компании был завершен в конце 1980-х годов и выпущен на рынок в 1994 году, быстро став бестселлером. В 2000 году команда, работавшая над VSD, получила награду John Munck Award.
Первое лицензионное соглашение в Китае компания подписала в 1983 году с компрессорным заводом в Уси. Два года спустя, в 1985 году, Atlas Copco открыла представительство в Пекине. 
В марте 1993 года Atlas Copco создала первое совместное предприятие с Nanjing Construction Machinery Plant для производства и продажи буровых установок.
В 2007 году Atlas Copco Group приобрела Dynapac, получив линейку погружных насосов WEDA.  После создания бизнес-подразделения Power Technique,  Atlas Copco Group приобрела Varisco в 2016 году, усилив свои позиции в сегменте осушительных насосов. В 2022 году были приобретены Wangen, производитель насосов для биогаза и сточных вод, и LEWA, производитель мембранных дозирующих насосов и систем дозирования.
В 2018 году из Atlas Copco выделилась компания Epiroc (швед.), которая производит горно-шахтное оборудование.
В 2022 году Китай стал одним из крупнейших рынков для Atlas Copco по продаже средних и крупных безмасляных компрессоров. Доля регионов в выручке Группы распределилась следующим образом: Азия/Океания - 39%, Америка - 29%, Европа - 27%, Африка/Ближний Восток - 5%.

### Atlas Copco в России
В 1913 году Atlas Copco открыла офис в Москве, начав деятельность с поставок компрессоров. С 1960 года компания активизировала деятельность в СССР, поставляла свою продукцию для стройки Байкало-Амурской магистрали, «АвтоВАЗа», Норильского горно-металлургического комбината. В 1993 году Atlas Copco открыла в России представительство, а в 1996 году — дочернюю компанию ЗАО «Атлас Копко». На 2010 год ЗАО «Атлас Копко» имела представительства в 35 городах России и насчитывала около 600 сотрудников. Центральный офис расположен в городе Химки.

## Структура компании и руководство
Atlas Copco — публичная компания (швед. Publikt aktiebolag). Акции торгуются на Стокгольмской фондовой бирже.
Президент и главный исполнительный директор:
- до 2017 года — Ронни Летен (англ., перешёл в Epiroc)
- с 2017 года — Матс Рамстрём (швед.)

Председатель Совета директоров: Ханс Страберг (швед.).